# Pałac w Opsie
Pałac Platerów w Opsie – pałac znajdujący się w Opsie na Białorusi, wybudowany przez Feliksa Platera. Pałac wchodzi w skład zespołu dworsko-parkowego.

## Opis
Pałac został zbudowany w latach 1903-04 przez Feliksa Platera, nigdy nie był zamieszkany. W latach I wojny światowej w Opsie stacjonowały różne jednostki tyłowe armii rosyjskiej, w pałacu powstał szpital polowy. Budynek znacznie ucierpiał w czasie działań wojennych. W 1922 roku Sejmik Brasławski wykupił go wraz z majątkiem z przeznaczeniem na szkołę rolniczą. Po koniecznych remontach, szkoła rozpoczęła działalność w 1927 roku. Męska Szkoła Gospodarstwa Wiejskiego w Opsie kształciła młodzież wiejską w stosowaniu nowoczesnych metod prowadzenia gospodarki z podstawami agrotechniki, zootechniki, melioracji. Szczególny nacisk kładziono na wykorzystanie uzyskanej wiedzy do prowadzenia własnych gospodarstw. Gospodarstwo szkolne posiadało teren o powierzchni 92 ha. Klasy lekcyjne i sypialnie uczniów, jadalnia i kuchnia szkolna były rozmieszczone w pałacu. Tu też, na parterze prawego skrzydła było mieszkanie dyrektora szkoły. Jednocześnie w szkole uczyło się 50 osób. Przed południem były to wykłady teoretyczne i specjalistyczne; po południu zajęcia praktyczne w gospodarstwie szkolnym i wdrażanie się w zastosowaniu nabytej wiedzy w praktyce. Również uczono niezbędnego rzemiosła - kowalstwa, ślusarstwa, stolarstwa, budownictwa.
Znaczący był wpływ szkoły na okoliczne gospodarstwa. Wykładowcy i uczniowie zapoznawali rolników z nietradycyjnymi kulturami roślin, nowymi metodami hodowli, prowadzili doradztwo i konsultacje. Szkoła była uważana za jeden z najlepszych zakładów w Polsce. Przyjeżdżali tu na praktykę młodzi nauczyciele; oprócz młodych ludzi z Brasławszczyzny, kształciła także młodzież z Litwy, Estonii i Białorusi.
Pierwszym dyrektorem szkoły był Czesław Dąbrowski. Od roku 1930 - Bernard Wysłouch. Urodzony w Pirkowiczach na Polesiu Brzeskim w 1903 roku; ukończył WSGW w Cieszynie. Pracował w szkołach rolniczych CTR w Mieczysławowie i Berdówce; od 1927 w Opsie. Obdarzony wielkim talentem organizacyjnym, energiczny, ogromnie zaangażowany w szerzenie wiedzy rolniczej. Cieszył się ogromnym autorytetem wśród uczniów, wykładowców, mieszkańców wsi. Aktywnie zajmował się pracą społeczną w terenie i dbałością o interesy miejscowej ludności. W 1939 zaaresztowany przez NKWD. Więziony w starostwie w Brasławiu, wywieziony i zamordowany.
Obecnie rezydencja w Opsie, mimo poczynionych wkładów inwestycyjnych w remont, nie ma użytkownika, środków przez co ulega dalszej ruinie. Również otoczenie pałacu uległo degradacji. 

## Architektura
Pałac jest usytuowany na stromym brzegu jeziora Opsa, ukształtowanym tarasowo. Zaprojektowany w stylu neoklasycystycznym; składa się z części parterowej środkowej, do której przylegają dwa piętrowe boczne ryzality.
Całość pokryta wysokim, łamanym dachem. W części środkowej główne wejście z dwukolumnowym portykiem, również przykrytym łamanym dachem. Okna obramowane pilastrami i naczółkami. Część środkowa i naroża ryzalitów ozdobione boniowaniem. Elewacja od strony jeziora Opsa w części środkowej ma ozdobne okna i drzwi o owalnej framudze górnej. Tu też ogromny, ozdobny taras z posadzką z biało-czarnych kafli i fantazyjną balustradą. Z tarasu ogromne, szerokie, kilkudziesięcio stopniowe schody prowadzą do tafli jeziora; zakończone tarasem nad wodą. Boki schodów obrzeżone murkiem z ciosanego kamienia z prostopadłościennymi podstawami na donice z kwiatami.

## Park
Park widokowy o powierzchni około 6 ha pięknie zagospodarowany cennym drzewostanem; tu także "dąb Napoleona" liczący 300 lat (obwód: 6,2 m, wysokość: 20 m), nazwany na pamiątkę kwatery marszałka Murata w 1812 roku. W parku gazony i kwietniki, na tarasach kwitnące krzewy. Przy wjeździe bardzo oryginalny mostek arkadowy nad maleńką rzeczką przepływającą przez drogę i wpadającą na teren majątku. Z mostku widok na ogrodzenie - słupy z ciosanego kamienia na których oparto fantazyjne, promieniście rozmieszczone sztachety z ciemnego drzewa. Na wyższych słupach bram spoczywały kamienne kule. Zabudowania dworskie to kilkanaście budynków; oficyna mieszkalna, sierociniec, zabudowania gospodarcze i warsztaty szkolne - ukryte w zieleni wiekowych drzew.

## Galeria

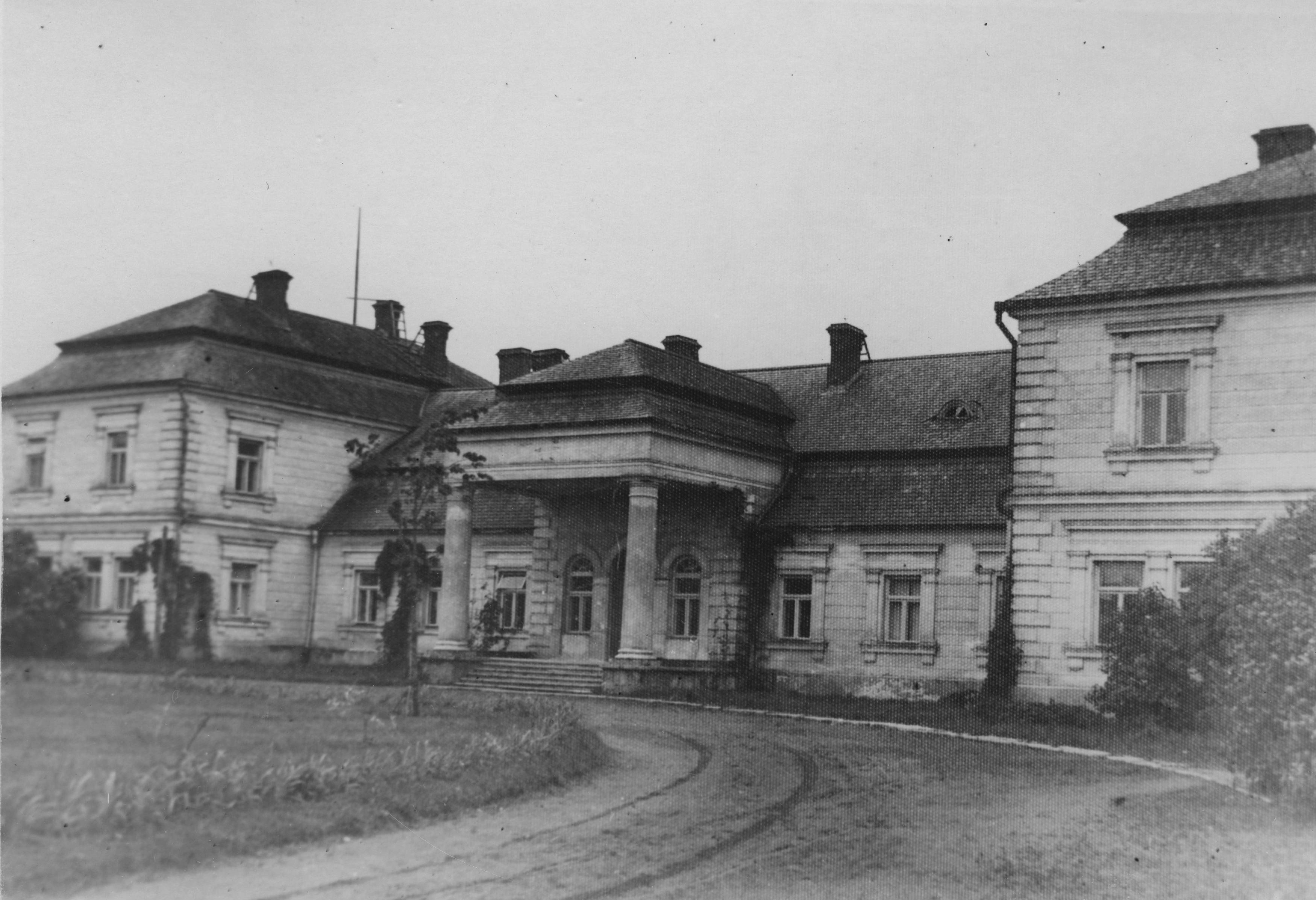
Pałac w 1925 roku
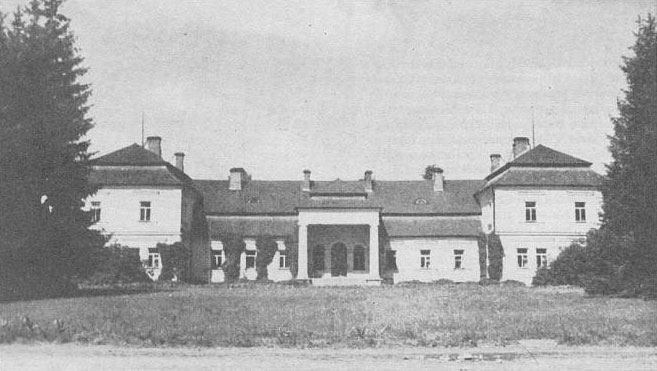
Pałac przed 1939 rokiem
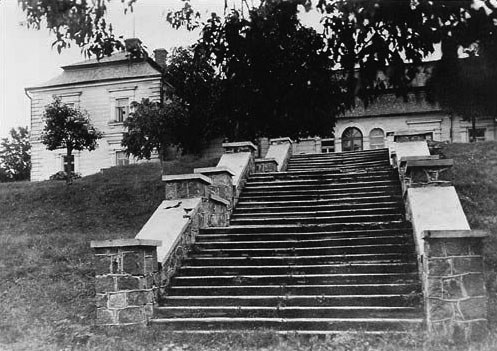
Schody prowadzące do tafli jeziora
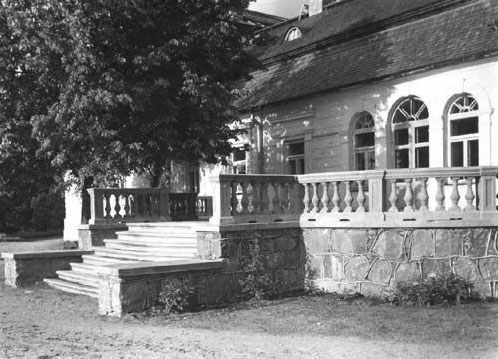
Taras z balustradą, lata 30. XX wieku
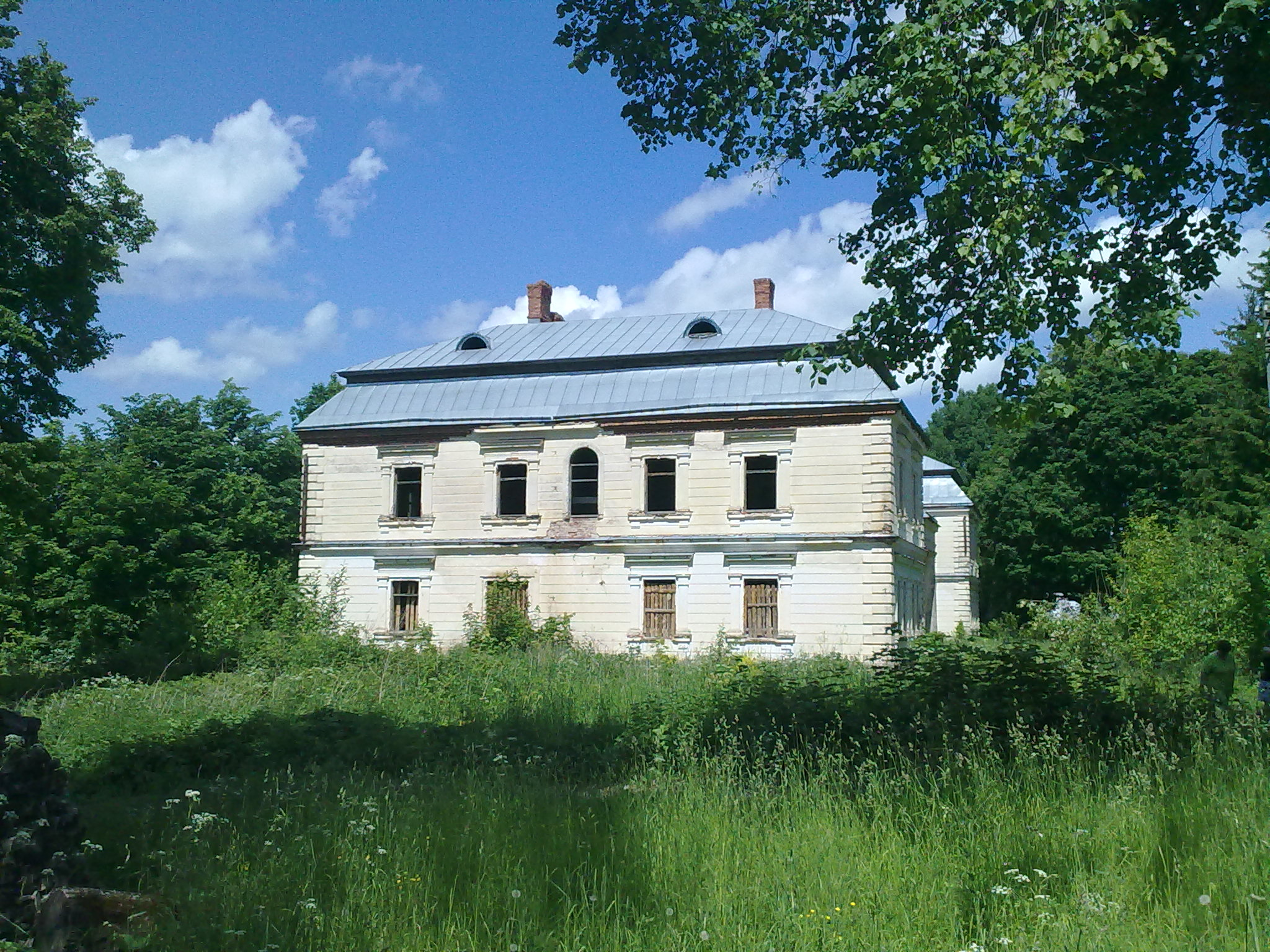
Pałac w 2012 roku
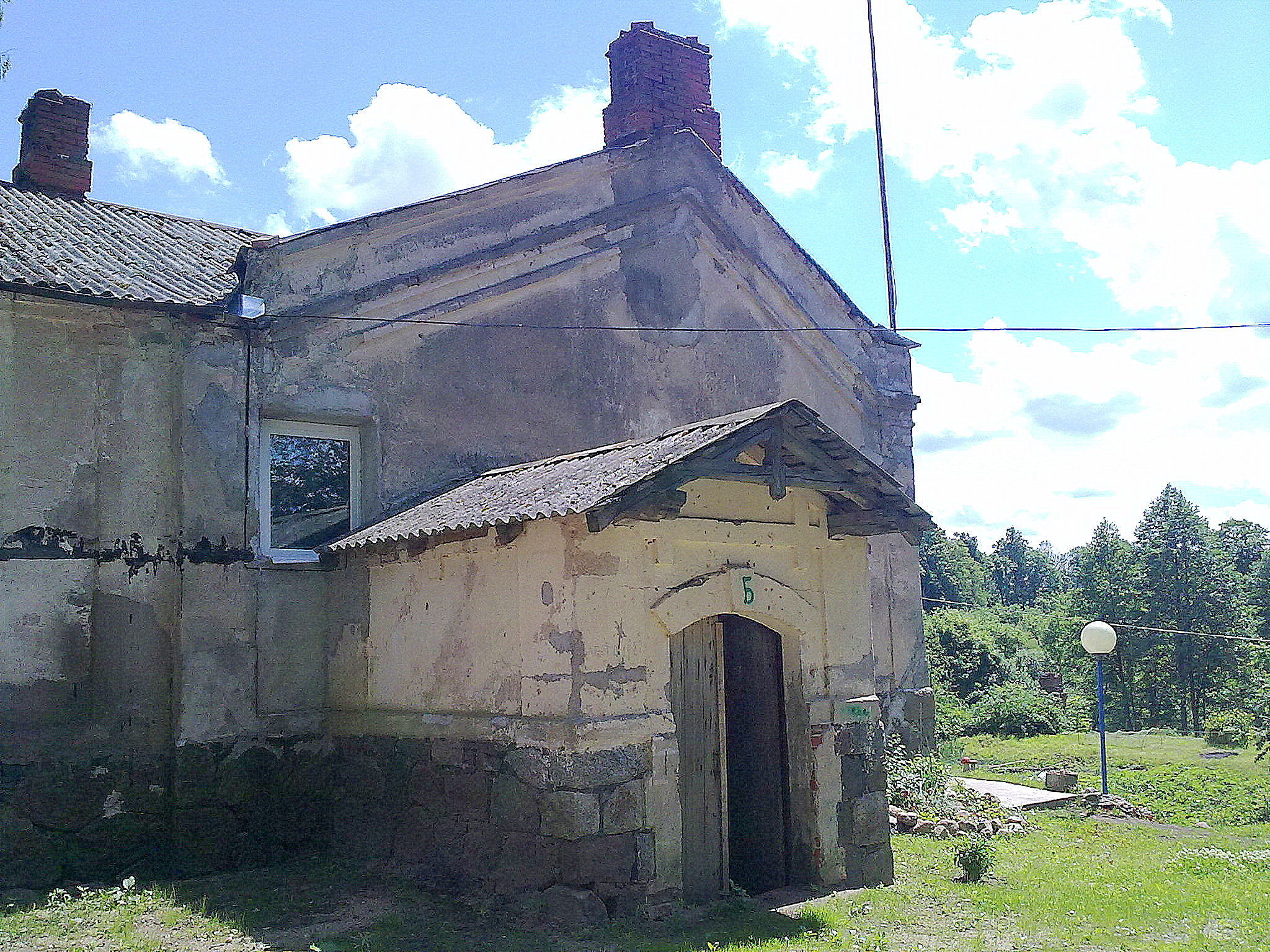
Budynek gospodarczy
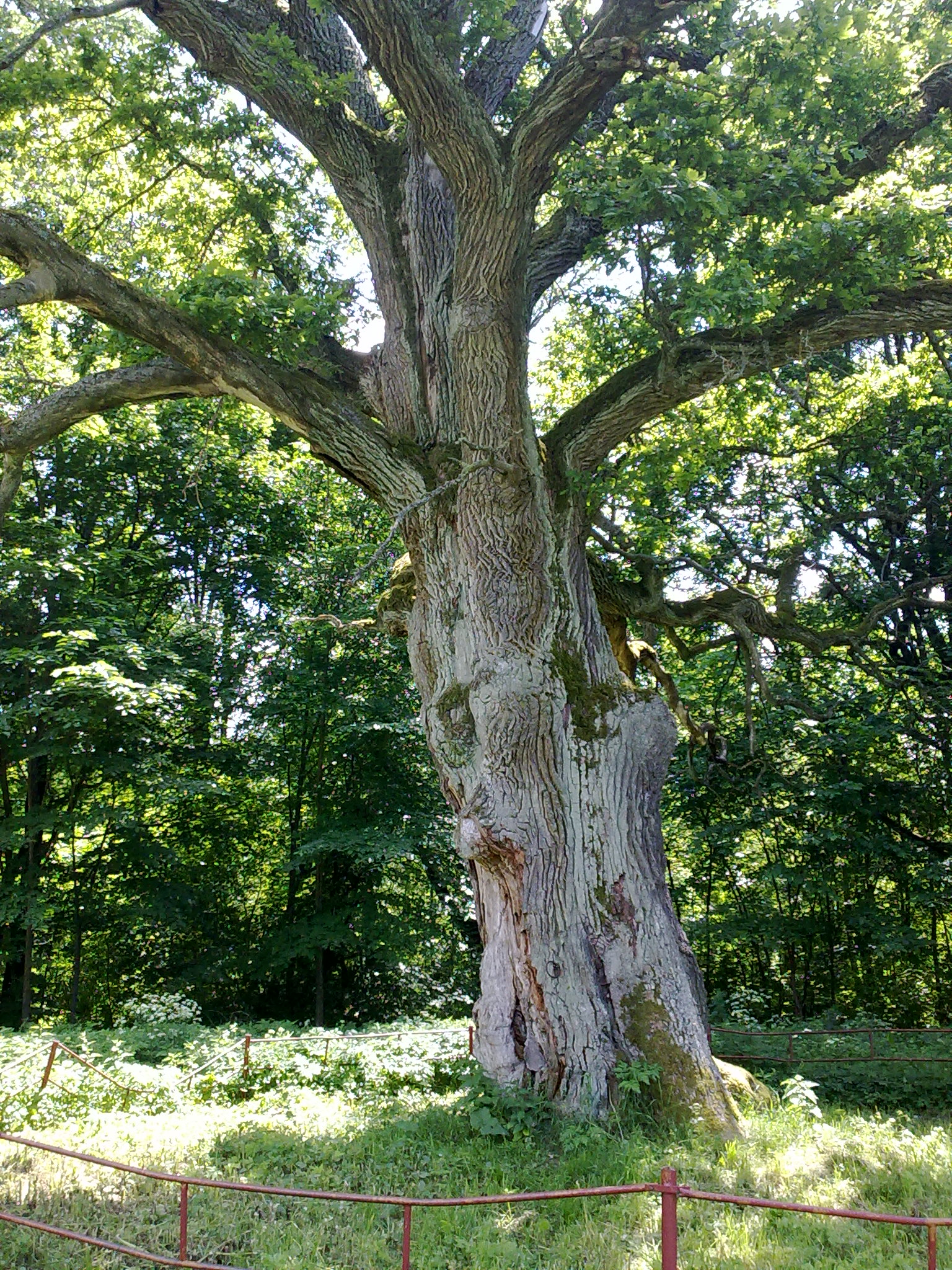
Dąb Napoleona